# Territorio de ventas
El territorio de ventas es el grupo de clientes o zona geográfica de la que un vendedor individual o un grupo de vendedores es responsable. Los territorios pueden ser definidos sobre la base de la geografía, el potencial de ventas, historia, o por una combinación de factores.  Las empresas se esfuerzan por equilibrar sus territorios ya que esto puede reducir costos y aumentar las ventas.

## Propósito
El propósito de la cobertura de la fuerza de ventas (o territorio de ventas) métrica es crear un territorio de ventas equilibrado. Hay diversas formas de analizar los territorios. "Por lo general, los territorios son comparados sobre la base de su potencial o medida. Esta es un ejercicio importante. Si los territorios difieren drásticamente o están fuera de balance, el personal de ventas puede tener demasiado o muy poco trabajo. Esto puede llevar al sub- o sobre-mantenimiento del servicio al cliente."
"Cuándo al personal de ventas se le exige de más, el resultado puede ser un bajo servicio al cliente. Esto puede costar un negocio ya que las personas de ventas que están sobrecargadas con cosas que hacer y se vuelven parte de los niveles sub-óptimos de las actividades en una serie de áreas. Buscan a muy pocos clientes potenciales, identifican muy pocos prospectos, y pasan muy poco tiempo con los clientes actuales. Por lo que esos clientes pueden llevar su negocio a los proveedores alternativos. ."
"Por el contrario, el sobre-servicio al cliente, puede elevar los costos y precios y con esto reducir indirectamente ventas. El exceso de servicio en algunos territorios también puede conducir a menor servicio al cliente en otros."
"Los territorios desequilibrados también son parte del problema de la distribución injusta del potencial de ventas entre los miembros de una fuerza de ventas. Esto puede provocar que haya una compensación distorsionada y puede causar que los vendedores talentosos dejen la compañía en busca de un equilibrio superior y una mejor compensación."
"Lograr tener un equilibrio apropiado entre los territorios es un factor importante en el mantenimiento de la satisfacción entre los clientes, los vendedores, y la empresa en general."
El "Pronóstico del potencial de las ventas" se puede utilizar para determinar los objetivos de las ventas y ayudar a identificar que territorios son dignos de una asignación de recursos limitados. Un pronóstico del potencial de las ventas es una previsión del número de posibles clientes y su poder de compra. No evalúa la probabilidad de que se conviertan en "cuentas potenciales ". El potencial de las ventas puede ser representado de diferentes maneras. De estas, la forma más básica de hacerlo es sobre la base de la población, es decir, contabilizando el número de cuentas potenciales existentes en un territorio. En una encuesta que se realizó a cerca de 200 directores de marketing, el 62 por ciento de ellos respondió que encuentran la métrica de "pronóstico de ventas potenciales" muy útil.

## Construcción
"En la definición o re-definición de los territorios, las empresas se esfuerzan por equilibrar las cargas de trabajo, equilibrar el potencial de ventas, el desarrollo de territorios compactos, y minimizar las interrupciones durante los re-diseños. Estos objetivos pueden tener diferentes efectos en los diferentes grupos de interés. . . . Antes de diseñar nuevos territorios, un gerente de ventas debe evaluar las cargas de trabajo de todos los miembros del equipo de ventas."
La carga de trabajo para un territorio se puede calcular de la siguiente manera:
Cantidad de carga de trabajo (#) = 
	[Número de cuentas actuales (#) * El tiempo promedio en el que se da servicio a una cuenta activa (#)] 
	+ [Número de prospectos (#) *  El tiempo dedicado a tratar de convertir un prospecto en una cuenta activa (#)]
El potencial de ventas de un territorio puede ser determinado de la siguiente forma:
Potencial de ventas ($) = 
	Número de cuentas posibles (#) x Poder de compra ($)
"El poder de compra es una cifra en dólares basada en ciertos factores tales como los niveles de ingreso promedio, el número de empresas en un territorio, el promedio de ventas de esas empresas, y demografía de la población. Los índices de poder adquisitivo suelen ser específicos de cada industria ", pero en su conjunto, las definiciones de poder adquisitivo tienden a ser más un arte que una ciencia.
"Además de la carga de trabajo y el potencial de ventas, se necesita una tercera métrica clave para comparar territorios. Este es el tamaño o, más específicamente, el tiempo de viaje. En este contexto, el tiempo de viaje es más útil que el tamaño, ya que representa con más precisión el factor que el tamaño implica - es decir, la cantidad de tiempo necesario para llegar a los clientes y clientes potenciales."
"A medida que la meta de un gerente es equilibrar la carga de trabajo y el potencial entre el personal de ventas, puede ser de gran beneficio para calcular métricas combinadas - tales como el potencial de ventas y el tiempo de viaje - con el fin de hacer comparaciones entre territorios."
"El potencial de ventas puede ser representado de diversas maneras. De éstas, la más básica es la población - es decir, el número de cuentas potenciales en un territorio. . . . La estimación del tamaño de un territorio puede solo implicar hacer el cálculo del área geográfica que cubre. Sin embargo, es probable que el tiempo promedio de viaje también sea importante. Dependiendo de la calidad de las carreteras, la densidad de tráfico, o la distancia entre las empresas, uno puede encontrar que los territorios de igual área implican muy diferentes requisitos de tiempo de viaje. En la evaluación de este tipo de distinciones, los registros de la fuerza de ventas del tiempo necesario para viajar de un lugar a otro puede ser útil. Los programas de computación especializados están disponibles para estos fines."
"Redefinición de los territorios es un proceso famosa por su dificultad. Para llevar a cabo bien, además de los indicadores citados anteriormente, también debe ser considerada la interrupción de las relaciones con los clientes y los sentimientos de pertenencia entre el personal de ventas."